# Sor Capanna
Pietro Capanna, noto come il sor Capanna (Roma, 9 aprile 1865 – Roma, 22 ottobre 1921), è stato un cantastorie, attore di strada e stornellatore italiano.
Personaggio popolare sia della Roma umbertina sia di quella del primo '900, soleva commentare gli avvenimenti d'attualità improvvisando delle strofette dalla caratteristica melodia, composte da cinque endecasillabi due ottonari e un quinario in rima metà alternata e metà baciata (ABAB ccdD), accompagnandosi con la chitarra. La sua produzione, per le caratteristiche di immediatezza e di forte presa emotiva sul pubblico, godé e continua a godere di notevole fortuna, sia in ambito schiettamente musicale, con le interpretazioni di Ettore Petrolini, Romolo Balzani, Claudio Villa o Alvaro Amici, sia in ambito politico, per via delle strumentalizzazioni che ne furono fatte nel corso del tempo dalle più diverse parti politiche, dagli squadristi ai sessantottini.

## Biografia
Figlio di Luigi Capanna, pastarellaro, e di Maria Rezzonico, sigaraia presso la fabbrica dei tabacchi di piazza Mastai, Pietro nacque al civico 47 di via Luciano Manara nel rione di Trastevere, dove in gioventù esercitò vari mestieri: fu prima banchista di macellaio, poi ceraiolo alla Lungara. Dopo alcuni anni però la vampa della caldaia in ebollizione gli procurò una grave congiuntivite, che lo rese quasi cieco e lo costrinse a portare degli enormi occhiali affumicati (empirico rimedio praticato in quei tempi) e ad abbandonare il suo lavoro.
Si mise a fare il posteggiatore nelle osterie: la facile vena poetica e lo spiccato senso del ridicolo gli consentivano di improvvisare sferzanti satire sulla spicciola quotidianità come sui mutamenti di costume in atto nella società dell'epoca, o sui politici più in vista. Altre volte si appostava dinanzi all'osteria, o ad una bottega, verso le quali sarebbero state dirette le sue pepate "botte", riguardanti il gestore, la "qualità" dei suoi prodotti, o il loro prezzo: riprendeva così una tradizione che era stata già di Ghetanaccio.
Cominciò ad essere richiesto anche in piccoli teatri, come l'Alcazar di via dei Coronari, popolare caffè-concerto a un passo dalla malfamata via di Panico, territorio dove allora spadroneggiavano i bulli di quartiere, in cui il sor Capanna fece il suo debutto sulle scene. Si presentò al pubblico accompagnato da un caratterista comico romanesco noto come "Ciancaribella", che gli faceva da spalla.
Diventò molto popolare. Come riferiva nel 1914 sulla "Rassegna contemporanea" il futurista Giuseppe Zucca:
(Giuseppe Zucca, vd. bibliografia, p. 477.)
Decise così di formare una sua compagnia itinerante. Con questa si esibiva indossando le vesti di un Rugantino "pasquinesco, faceto, satirico, piuttosto nipote di Cassandrino, che fratello di Marco Pepe", con parrucca, feluca e scarpe di copale. Girava per Roma su di un carro, che gli fungeva da palcoscenico ambulante, trainato da un malandato cavallo. Sul carro montavano, insieme con lui, sua moglie Augusta Sabbadini, nelle vesti di una corpulenta e greve Nina che gli rispondeva e lo accompagnava nel canto, e dal resto della sua compagnia: Cesare Palombini, detto Caruso, Giovanni Giovannini, detto er Comparetto e Gallo Galli, Galletto, che li accompagnavano suonando il mandolino e l'organetto. Teresa Palombini, scherzosamente presentata come la Tetrazzini, e Francesca Pappagallo, la Bellincioni facevano da coriste.
Questo apparato non venne tuttavia impiegato sempre dal sor Capanna, che invece lo adoperava soprattutto in tempo di carnevale; di solito girava a piedi, vestendo alla borghese, con giacca, cravatta e l'immancabile bombetta. Durante l'esecuzione, un aiutante, munito di bacchetta, indicava su un tabellone al pubblico il disegno che illustrava il brano in questione.
Gli argomenti preferiti erano il costo della vita, la condizione femminile, la disoccupazione, la guerra (di Libia, ma anche la prima guerra mondiale con le sue vicende di arricchimenti e imboscamenti), l'attualità:
(Giuseppe Zucca, vd. bibliografia, p. 478.)
Morì in una corsia del policlinico Umberto I a soli cinquantasei anni. Il comune di Roma gli ha dedicato una piazza (piazza Sor Capanna), sulla via Casilina, all'altezza del quartiere di Torre Spaccata.

## Il rapporto con Petrolini
Parecchi dei suoi "stornelli", che avevano grande seguito popolare, servirono di ispirazione ad altri cantastorie e artisti di tabarin e di teatro:
(Giuseppe Zucca, vd. bibliografia, p. 478.)
Tra gli ammiratori del sor Capanna non vi erano soltanto "comicattoli di secondo e terzo ordine". Lo stesso Ettore Petrolini, che chiamava Pietro Capanna "il mio maestro", realizzò una sua fortunata macchietta (quella del Sor Capanna appunto) incentrandola sul grande cantastorie romano. Sull'onda del successo di questa macchietta, se ne realizzò anche un'incisione discografica, che propagò così la fama del personaggio fuori dai confini locali e valse a Petrolini un certo guadagno. Il Sor Capanna, che ne era ovviamente al corrente data la profonda amicizia tra i due, anziché accusarlo di plagio prendeva la cosa con paterna bonomia:
(Sor capanna, cit. in HEC, vd. bibliografia, p. 14.)
Dei numerosi stornelli che Petrolini compose alla maniera del sor Capanna, il più noto venne improvvisato dallo stesso Petrolini in seguito ad un episodio verificatosi al Teatro Sala Umberto di Roma quando, com'era allora d'abitudine, l'orchestra intonò la "Marcia Reale" prima dell'inizio dello spettacolo ed il pubblico presente in sala si alzò in piedi in segno di rispetto, ad eccezione di un ospite di riguardo, il principe Tasca di Cutò, deputato di tendenza socialista, che rimase ostentatamente seduto.
Durante l'intervallo della rappresentazione, Petrolini apparve sul palco truccato in modo da sembrare il Sor Capanna, con giacca, cappello e occhiali scuri, ed imbracciando una chitarra intonò alla maniera dello scomparso poeta le seguenti rime:
Appena che sonò l'inno reale

la gente der teatro s'arzò 'n piede

soltanto Giovannino lo speziale

essendo socialista restò a séde
Tutti dissero "Alla porta!"

Lui rispose "Che m'importa!

È con piacere,

conservo li princìpi nel sedere."
Lo stornello causò un incredibile scoppio d'ilarità nel pubblico, che chiese e ottenne ripetuti bis, e la fuga strategica dal teatro dello sbeffeggiato nobiluomo.